# Rambus
Rambus Incorporated – firma założona w 1990 roku; dostarcza technologię bardzo szybkich interfejsów. Najbardziej znanym produktem tej firmy jest technologia pamięci Rambus Direct RAM, którą to zaprojektowano by zastąpić miejsce SDRAM i zakwestionowała używanie DDR RAM jako standardowej pamięci w komputerach.

## Licencja
Jako przedsiębiorstwo bez własnych działów produkcyjnych pamięci, Rambus prowadzi swój biznes poprzez wstawianie patentów, a potem licencjonowanie technologii, np. Nintendo wykupiło licencję na pamięć od Rambus dla swoich konsoli N64. Jednakże najsławniejszym porozumieniem było to zawarte w 1996 r. z Intel Corporation, w którym Intel został zobligowany do używania RDRAM jako głównej technologii pamięci na wszystkich urządzeniach aż do 2002 roku.
W zamian Intelowi zostały dane udziały w zyskach za honoraria autorskie Rambusa. Zarząd Intela oczekiwał, że będzie to dochodowe źródło o wysokich wpływach. W rzeczywistości standard RDRAM nie okazał się popularny, a przedsiębiorstwa produkujące płyty główne kupowały moduły od VIA Technologies, które pracowały używając technologii SDRAM.

## Technologia
Pierwsze płyty główne w komputerach, które obsługiwały RDRAM, pojawiły się w 1999 roku. Obsługiwały PC 800 RDRAM, które pracowały przy częstotliwości zegara 800 MHz, podczas gdy przepustowość kości wynosiła 1600 MB/s na 16-bitowej magistrali, używającej 184 piny tworzące moduł pamięci RIMM.
Były znacznie szybsze niż wcześniejszy standard PC 133 SDRAM, który pracował z częstotliwością 133 MHz i posiadał 64-bitową szerokość szyny danych (używającej 168 pinów tworzących moduł DIMM) i osiągał przepustowość dochodzącą do 1066 MB/s.
Do negatywnych cech technologii RDRAM należy zaliczyć wzrost opóźnień, zwiększenie wytwarzanego ciepła, złożoność produkcji i kosztów. PC 800 RDRAM pracuje z 45 ns opóźnieniem, a w PC 133 SDRAM opóźnienie wynoszą 7,5 ns. Kości pamięci RDRAM wydzielają także znacząco więcej ciepła niż kostki SDRAM. Każda pamięć RDRAM jest wyposażona w kontroler pamięci, co podnosi złożoność produkcji w porównaniu z SDRAM, który wyposażony była tylko w jeden kontroler pamięci, ulokowany na północnym brzegu modułu. Wysokie koszty produkcji i opłat ponoszonych przy kupnie licencji spowodowały, że ceny RDRAM były od 2 do 3 razy wyższe niż PC 133 SDRAM. Wprowadzony w 2000 roku DDR SDRAM pracował na wydajnym zegarze przy częstotliwości 266 MHz, a ponieważ model posiadał 64-bitową szerokość szyny danych (używającej 184 pinów tworzących moduł DIMM) mógł osiągnąć przepustowość dochodzącą do 2100 MB/s.
Z wprowadzeniem modułów i850 Intel postanowił dodatkowo używać podwójnego kanału PC 800 RDRAM, podwajając osiąganą przepustowość do 3200 MB/s poprzez wzrost szerokości magistrali do 32 bitów. W 2002 podążył za tym moduł i850E, który wprowadził PC 1066 RDRAM, poprzez maksymalny wzrost podwojonego kanału (dual-channel) i osiąganej przepustowości do 4200 MB/s. Także w 2002 roku Intel wypuścił na rynek moduł E7205 Granitebay, który umożliwił używanie podwójnego kanału DDR przy maksymalnej osiąganej przepustowości 4200 MB/s, ale z dużo niższym opóźnieniem niż w konkurencyjnym RDRAM. W 2003 Intel rozpowszechnił moduł i875P, a w nim podwójny kanał DDR 400, gdzie maksymalna osiągana przepustowość wynosiła 6400 MB/s i to oznaczało koniec RDRAM jako technologii z konkurencyjnymi osiągami.

## Konsole do gier z pamięcią firmy Rambus
Nintendo 64 był pierwszą konsolą do gier wideo, która używała pamięć RDRAM. Wyposażona była w 4 MB pamięci, pracujące przy częstotliwości 500 MHz RDRAM. Expansion Pack dał dodatkowe 4 MB RDRAM dając w sumie 8 MB.
32 MB RDRAM było używane w konsolach do gier wideo Sony PlayStation 2. W 2005 Sony i Rambus ogłosiły, że PlayStation 3 będzie pracował z pamięcią XDR Rambus i procesorem Rambusa nazwany FlexIO.

## Rambus w sądach
We wczesnych latach 90. Rambus został zaproszony żeby dołączyć do JEDEC. Rambus próbował zainteresować przedsiębiorstwa produkujące moduły pamięci, kupnem licencji na swoje prawnie zastrzeżone interfejsy pamięci, a wszystkie przedsiębiorstwa podpisały tajne porozumienie, by pokazać techniczne dane Rambusa. Podczas późniejszej rozprawy sądowej pomiędzy Infineon i Rambus, notatki Infineonu ze spotkania z przedstawicielami innych przedsiębiorstw wyszły na jaw. To w nich znalazło się jedno ze sławniejszych zdań „Pewnego dnia wszystkie komputery będą budowane w ten sposób, ale miejmy nadzieję, że bez płacenia Rambusowi honorariów autorskich”. W dalszej części notatki można było przeczytać o planach i możliwościach zakupienia, a później pogrzebania technologii Rambus. Podczas gdy Rambus nadal należał do JEDEC, stawał się coraz bardziej oczywistym fakt, iż pomysł na wprowadzenie standardu nigdy nie zostanie przedstawiony do głosowania, wobec czego w 1995 roku Rambus wycofał się z tej organizacji.
W 2000 roku Rambus rozpoczął wnosić pozwy do sądu przeciwko największym przedsiębiorstwom produkującym moduły pamięci twierdząc, że przywłaszczyli sobie SDRAM i technologię DDR. Siedem przedsiębiorstw, w tym Samsung, szybko podpisały ugodę z Rambusem, zgadzając się zapłacić honoraria autorskie za pamięć SDRAM i DDR. Kiedy Rambus zaskarżył Infineon Technologies, Micron i Hynix połączyło swe siły z Infineon, by walczyć w sądzie, zaskarżając Rambus o oszustwo. W maju 2001 roku Rambus został uznany za winnego oszustwa na utrzymywaniu, że oni przywłaszczyli sobie SDRAM i DDR i wszystkie pogwałcające zażalenia przeciwko przedsiębiorstwom zostały oddalone. W styczniu 2003 Federalny Sąd Apelacyjny obalił werdykt oszustwa ławy przysięgłych z rozprawy w Virginii, ukazując nowe zażalenie strukturalne i odsyłając sprawę z powrotem do Virginii na ponowne rozprawę, dotyczącą pogwałcenia praw. W październiku 2003 sąd Najwyższy w Stanach Zjednoczonych odmówił wysłuchania sprawy i w rezultacie sprawa ponownie wróciła do Virginii przyjmując orzeczenie Federalnego Sądu Apelacyjnego.
W styczniu 2005 Rambus wniósł cztery kolejne pozwy przeciwko wytwórcom kości pamięci: Hynix Semiconductor, Nanya Technology, Inotera Memories i Infineon Technology, twierdząc że kości DDR2, GDDR 2 i GDD 3 zawierają technologie Rambus. W marcu 2005 odrzucono zarzut Rambus na pogwałcenie patentu przez Infineon. Rambus został oskarżony o strzępienie kluczowych dokumentów poprzedzając przesłuchanie sądowe, sędzia zgodził się z tym i odrzucił pozew Rambusa przeciwko Infineon. Taki rozwój sprawy zmusił Rambusa do uregulowania spraw z Infineon. Infineon zgodził się zapłacić Rambusowi 1/4 opłat licencyjnych za zakup licencji, tj. 5,9 mln dolarów i w końcu obie firmy zaprzestały wnoszenia procesów sądowych przeciwko sobie. Umowa ma trwać od listopada 2005 do listopada 2007. Po tej dacie, jeśli Rambus będzie miał dobre układy z innymi, Infineon może przyznać dodatkowe opłaty aż do 100 mln dolarów. Obecnie sprawy dotyczące Micron i Hynix pozostają w sądzie. W czerwcu 2005 Rambus zaskarżył także Samsung, pierwsze co do wielkości przedsiębiorstwo produkcyjne na świecie i wypowiedział im licencje. Samsung promował RDRAM Rambusa i obecnie ma zakupioną licencję na pamięć XDR Rambus.
W maju 2002 Federalna Komisja do Spraw Handlu w USA wniosła pozew przeciw Rambusowi za pogwałcenie braku zaufania. Latem 2003 roku sprawa trafiła do sądu. W 2004 sędzia odrzucił pozew przeciwko Rambus twierdząc, że przemysł produkcji pamięci nie posiada rozsądnych alternatyw do technologii Rambus i jest świadomy potencjalnego zakresu praw patentowych Rambusa wobec przedsiębiorstw. Wkrótce po tym Komisja do Spraw Handlu wniosła odwołanie przeciwko temu orzeczeniu.